# Alvito, Lazio
Alvito là một đô thị thuộc tỉnh Frosinone thuộc vùng Lazio nước Ý. Đô thị này có diện tích km², dân số người.
Đô thị này có làng trực thuộc: Castello, Peschio, Santa Maria del Campo, Sant'Onofrio, Val di Rio.
Đô thị này giáp các đô thị sau: Atina, Campoli Appennino, Casalvieri, Gallinaro, Pescasseroli, Posta Fibreno, San Donato Val di Comino, Vicalvi.